# Манастирско Доленци
Вижте пояснителната страница за други значения на Доленци.
Манастирско До̀ленци или Сърбян До̀ленци (на македонска литературна норма: Манастирско Доленци) е село в община Кичево, в западната част на Северна Македония.

## География
Селото е разположено в областта Долна Копачка на десния бряг на река Треска (Голема). Наречено е Манастирско Доленци поради близостта на манастира „Света Богородица Пречиста“.

## История
В XIX век Манастирско Доленци е чисто българско село в Кичевска каза на Османската империя. В „Етнография на вилаетите Адрианопол, Монастир и Салоника“, издадена в Константинопол в 1878 година и отразяваща статистиката на населението от 1873 година, Доленджи Манастир (Dolentji-Manastir) е посочено като село с 21 домакинства с 94 жители българи.
През 1868 година местният жител Костадин Йоксимов е спомоществувател за изданието на „Поучително евангелие“ на Софроний Врачански.
Според статистиката на Васил Кънчов („Македония. Етнография и статистика“) към 1900 година в Сърбян Доленци (Доленци Манастирско) живеят 320 българи-християни.
На Етнографската карта на Битолския вилает на Картографския институт в София от 1901 година Сърбен Доленци (Манастирски) е чисто българско село в Кичевската каза на Битолския санджак с 30 къщи.
Според митрополит Поликарп Дебърски и Велешки в 1904 година в Сърбян Доленце има 32 сръбски къщи. По данни на секретаря на Българската екзархия Димитър Мишев („La Macédoine et sa Population Chrétienne“) в 1905 година в Доленци Манастирско има 320 българи екзархисти.
Статистика, изготвена от кичевския училищен инспектор Кръстю Димчев през лятото на 1909 година, дава следните данни за М. Доленци:
| Домакинства | Гурбетчии | Грамотни | Грамотни | Грамотни | Неграмотни | Неграмотни | Неграмотни |
| Домакинства | Гурбетчии | мъже     | жени     | общо     | мъже       | жени       | общо       |
| ----------- | --------- | -------- | -------- | -------- | ---------- | ---------- | ---------- |
| 35          | 43        | 66       | 7        | 73       | 37         | 82         | 119        |

След Междусъюзническата война в 1913 година селото попада в Сърбия.
По време на българското управление на Вардарска Македония през Първата световна война Манастир Доленци е част от Бръжданска община в Кичевска околия и има 185 жители.
На етническата си карта на Северозападна Македония в 1929 година Афанасий Селишчев отбелязва Сърбян Доленци като българско село.
На 26 юли 2001 година митрополит Тимотей Дебърско-Кичевски осветява темелния камък на църквата „Свети Димитър“.
Според преброяването от 2002 година селото има 109 жители – 108 македонци и 1 сърбин.
От 1996 до 2013 година селото е част от община Другово.